# Storrusan
Storrusan är en sjö i Strömsunds kommun i Jämtland och ingår i Indalsälvens huvudavrinningsområde. Storrusan ligger i Gråberget-Hotagsfjällen Natura 2000-område.